# Sant'Ilario dello Ionio
Sant'Ilario dello Ionio är en ort och kommun i storstadsregionen Reggio Calabria, innan 2017 provinsen Reggio Calabria, i regionen Kalabrien i Italien. Kommunen hade 1 434 invånare (2017).